# 김장 (성우)
김장(1970년 6월 8일~)은 대한민국의 남자 성우이다. 1997년 투니버스 3기 공채 성우로 데뷔했으며, 2000년부터 프리랜서로 일한다. 혈액형은 A형이며 종교는 개신교이다. 가족으로는 아내와 딸 2명이 있다.

## 주요 출연작

### 애니메이션
※전체 출연작은 외부 링크를 참조
- 원피스 (투니버스) - 포트거스 D. 에이스
- 원피스 스폐셜 - 3D2Y (투니버스) - 포트거스 D. 에이스
- 원피스: 에피소드 오브 사보 (투니버스) - 포트거스 D. 에이스
- 고스트 바둑왕 (투니버스) - 후지와라노 사이
- 토리코 (카툰네트워크) - 써니
- 극장판 토리코: 미식신의 스페셜메뉴 (MOVIE) - 써니
- 그 남자! 그 여자! (투니버스) - 고정모
- 개구리 중사 케로로 (투니버스) - 쿠루루 상사
- 카드캡터 체리 재더빙 (투니버스) - 유도진
- 케로로 중사 극장판 1기 - 최종병기 키루루 (투니버스) - 쿠루루 상사
- 케로로 중사 극장판 2기 - 심해의 프린세스 (투니버스) - 쿠루루 상사
- 케로로 중사 극장판 3기 - 케로로 대 케로로 천공대결전 (투니버스) - 쿠루루 상사
- 케로로 더 무비: 드래곤 워리어 (투니버스) - 쿠루루 상사
- 케로로 더 무비: 기적의 사차원섬 (투니버스) - 쿠루루 상사
- 건퍼레이드 마치 (투니버스) - 하야미 아츠시
- 기갑전사 걸키버 (투니버스) - 강미루
- 기어 파이터 샤이닝 (투니버스) - 플레이아데스 / 은하 아빠
- 꽃보다 남자 (투니버스) - 유진
- 나루토 (투니버스) - 야쿠시 카부토 / 나미아시 라이도
  - 나루토 질풍전 (투니버스) - 카부토
- 날아라! 호빵맨 (투니버스)
- 냉장고 나라 코코몽 (투니버스) - 케로
- 다!다!다! (투니버스) - 서미성
- 달빛천사 (투니버스) - 타토 (타쿠토 키라)
- 더 파이팅 (투니버스) - 전일보
- 드래곤볼Z (투니버스) - 손오반(청년)
- 드래곤볼Z 극장판[우주 최강자의 대결](투니버스) - 사우저
- 드래곤볼GT (투니버스) - 손오반
- 로도스도전기-영웅기사전 (투니버스) - 스파크
- 마법 고양이 타루토 (애니맥스) - 이우리
- 명탐정 코난 (투니버스) - 한승규, 강준희, 박재박, 진세웅, 모자남, 우도경, 캐스터, 정기웅, 이영두, 강민호
- 메탈베이블레이드 (투니버스) - 챠우싱
- 메이저 (애니메이션) (투니버스) - 박 찬
- 미소의 세상 (투니버스) - 고양이 / 나레이션
  - 미소의 세상 스페셜 (투니버스) - 고양이 / 나레이션
- 바람의 검심  (애니원)
- 바이스 크로이츠 (투니버스) - 오미
- 꼬마버스 타요 - 크리스
- 베리베리 뮤우뮤우 (SBS) - 푸링의 약혼자
- 부기팝은 웃지 않는다 (투니버스)
- 블리치 (투니버스) - 카이엔
- 샤먼킹 (애니원) - 파우스트
- 선계전 봉신연의 (투니버스) - 뇌진자
- 신기동전기 건담 W (투니버스) - 히이로 유이
- 신비의 세계 엘하자드  (투니버스)
- 슈가슈가 룬 (투니버스) - 로킹 로빈
- 신의 괴도 잔느 (투니버스) - 하진서 / 신밧드
- 엔젤릭 레이어 (투니버스) - 독고유민 / 사회자
- 유희왕 (SBS) - 바크라
- 유희왕 GX (애니원, 챔프) - 쥬다이 (유우키 쥬다이) [유행어 : 아자~!!]
- 울트라 매니악 (퀴니) - 히로 (츠치아이 히로키) / 왕자 부하
- 은장기공오디안 (투니버스) - 황보탄
- 작은 눈의 요정 슈가 (투니버스) - 빈센트
- 정글은 언제나 맑음 뒤 흐림 (투니버스) - 아시오
- 제로의 사역마 (애니맥스) - 히라가 사이토
- 제로의 사역마 ~쌍월의 기사~ (애니맥스) - 히라가 사이토
- 제로의 사역마 ~삼미희의 윤무~ (애니맥스) - 히라가 사이토
- 천방지축 이나탁구부 (투니버스) - 한지루
- 천지무용 in Love (투니버스) - 천지
- 체포하겠어! (투니버스) - 이하운
- 클램프 학원 탐정단 (투니버스) - 마혜성
- 클로버 4/3 (네오필름) - 바퀴벌레
- 하얀마음 백구 (SBS) - 다롱이
- 르브바하프 왕국 재건설기 (MBC) - 반 로뎀하윈즈 차미도르 구뜨 릴리 루미안 르브바하프
- 엽기인걸 스나코 (애니박스) - 쿄헤이 역
- 멋지다! 마사루 (애니박스) - 마사루 역
- 마법의 별 매지네이션 (SBS) - 코비
- 가정교사 히트맨 리본 (투니버스) - 슈 (이리에 쇼이치)
- 아이칼리 (NICK) - 스펜서 셰이
- 동쪽의 에덴 (투니버스) - 타키자와 아키라
- 꿈빛 파티시엘 (투니버스) - 앙리 루카스
  - 꿈빛 파티시엘 프로페셔널 (투니버스) - 앙리 루카스
- 은하영웅 사이버트론 (SBS) - 리치
- 미래전사 런딤 (MBC)
- 일지매 (SBS) - 풍이
- 라즈베리 타임즈 (SBS) - 클로브
- 싸이킥스 (MBC) - 엘튼
- 쁘띠쁘띠 뮤즈 (KBS) - 민재
- 듀얼 마스터즈 (SBS) - 남궁승장
- 재동아 학교가자 (투니버스)
- 엘리시움 (KBS) - 반
- 우당탕탕 재동이네 (SBS) - 한현석
- 미안하다 사랑한다 - 최윤
- 말하는 강아지 마사 (투니버스) - 아빠
- 녹색의 전설 (투니버스) - 피터
- 파딩숲 친구들의 모험 (투니버스) - 고슴도치
- 마법사에게 소중한 것 (투니버스) - 마사
- 금붕어 주의보 (애니원) - 남우
- 수왕성 (애니맥스) - 서드
- 세이버 마리오넷 J(애니맥스) - 하나가타 미츠루 / 시민1 / 뉴스앵커 / 남자4 / 남자 / 시민2 / 시민4 / 시민7
  - 세이버 마리오넷 J to X(애니맥스) - 하나가타 미츠루
  - 세이버 마리오넷 J Again (애니맥스) - 하나가타
- 미래전사 오공 (애니맥스) - 삼장
- 마법 냐옹이 타루토 (애니맥스) - 이우리
- 아이즈 퓨어 (애니박스) - 테라타니
  - From 아이즈 OVA (애니박스) - 데라타니
- 루팡 3세 TV스페셜#1 (애니박스) - 루팡
- 슬레이어즈 고저스 (애니박스) - 썬포트
- 건담 이글루 - 1년 전쟁 비록 (애니박스) - 리버마이 기술중위
- 머나먼 시공 속에서 - 무일야 (애니박스) - 에이센
- 우주탐사대 (투니버스)
- Happy birthday to China (투니버스) - 짐
  - 스피릿 오브 원더 - 미스 차이나 (투니버스) - 짐
- 별나라친구 올리 (투니버스) - 아빠
- 초기동전설 다이나기가 (투니버스) - 태영
- 더티페어 FLASH (투니버스)
- 레이튼 교수와 영원의 가희 (디즈니채널) - 데스콜
- 메이저 극장판 - 우정의 강속구 (투니버스) - 청년 박찬
- 이트맨 (투니버스) - 미첼
- 이트맨 98 (투니버스) - 올드맨
- 왕도둑 징 (투니버스) - 앙고스투라
- 기동무투전 G건담 (투니버스) - 사이시
- 나나 6/17 (투니버스) - 한현준
- 숲속의 전설 무시킹 (투니버스)
- 무적코털 보보보 (투니버스)
- 레이브 (투니버스) - 하루 심포니아 글로리
- 탐정학원 Q (투니버스) - 인부
- 음양대전기 (투니버스) - 타이잔
- 달려라 이다텐 (투니버스) - 시원
- 사무라이 참프루 (투니버스) - 마을남자2
- 몬스터 (투니버스) - 카알
- 아가사 크리스티의 명탐정 포와로와 마플 (투니버스) - 아서 헤이스팅스
- 조이드 (투니버스) - 베르데 / 토마
- 나의 지구를 지켜줘 (투니버스) - 사빈 / 슈카이드
- 에어마스터 (투니버스) - 고니시
- 레인 (투니버스)
- 졸업 (투니버스) - 역원
- 기갑경찰 메탈잭 (투니버스)
- 내 사랑 유미 (투니버스) - 행인1
- 자이언트 로보 (투니버스) - 주룡 / 잔월 / 구 박사 / 소이
- 아미테이지 더 서드 (투니버스)
- 자니 브라보 (투니버스)
- 은장기공 오디안 (투니버스) - 탄
- 비너스 전기 (DVD) - 히로
- 코라의 전설 (니켈로디언) - 베릭
- 나루토 질풍전 극장판(인연) - 숙명의 재회 (투니버스) - 카부토
- 닌자 거북이 2012 (니켈로디언) - 도나텔로
- 나루토 SD - 록 리의 청춘 닌자전 (투니버스) - 카부토
- 지켜줘 롤리팝 (투니버스) - 우노
- 탐험 드리랜드 (투니버스) - 웨렌스
- 마기 (카툰네트워크) - 샤를르칸
- 흑마녀 나가신다 (투니버스) - 담임
- 겨울연가
- 토리코X원피스: 최강의 콤비 (카툰네트워크) - 써니
- 기동전사 건담 AGE (챔프TV) - 울프
- 꼬마마녀 요요와 네네 (MOVIE) - 니시우라
- 매일엄마 (투니버스) - 여유천사
- 개구리와 친구들 (EBS) - 개구리
- 시간탐험대 (EBS) - 오마르 왕자
- 파워레인저 SPD (투니버스)/파워레인저 캡틴포스, 파워레인저 갤럭시포스(애니원) - 탄/SP 레드
- 포켓몬스터 XY (투니버스) - 성호
- 주먹왕 랄프 (MOVIE) - 소닉 더 헤지호그
- 괴도 조커 (카툰네트워크) - 나이트메어
- 극장판 공룡메카드: 타이니소어의 섬 - 제이
- 나쁜 상사 - 권승규
- 신비아파트 시리즈 (투니버스) - 귀도현
- 메카드볼 (MBC) - 아칸, 용왕, 선생님

### 게임
- 구운몽~어느 소녀의 사랑이야기~ - 옥현
- 창세기전 3 - 롤랑/알 이스파히니
- 창세기전3 파트2 - 루크랜서드
- 진 삼국무쌍4 - 손책/방통
- 보석소녀 엘레쥬 - 벨제뷔트
- 헤일로3 - 그런트
- 테일즈위버 세계의 문(오리지널 애니메이션) - 예프넨 진네만
- 마비노기 - 판
- 레이튼 교수와 악마의 상자 - 안톤
- 천지의 문 - 신부
- 에이지 오브 미솔로지 - 카스토르
- 그라나도 에스파다 - NPC 그라시엘로
- 스타 프로젝트 온라인 - 서빈
- 건담전기 - 가르마 자비/지온병B
- 거상 - 조철희(조선 남자), 조선짐꾼, 의원NPC
- 월드 오브 워크래프트 - 트롤 남자 플레이어, 트롤 남자 NPC, 노움 남자 NPC, 겔빈 멕카토크
- 스윙 - 골프 팡야 2nd 샷! (Wii) - 큐마
- 나인티 - 나인 나이츠
- 마그나카르타 (PS2)
- 액션로망 범피 트롯 (PS2) - 펜넬
- 수상한 메신저 - 젠
- 메이플스토리 - 세드릭
- 워너비챌린지 -하현

### 오디오 드라마
- SKT - Swallow Knights Tales - 엔디미온 키리안

### 영화
- 해리포터와 불의 잔 - 조지 위즐리 (올리버 펠프스) / 프레드 위즐리 (제임스 펠프스) 역
- 트윈 이펙트(SBS) - 카자프 왕자 (진관희) 역
- 룩 앳 미(SBS) - 세바스찬(케인 부이자)
- 레알(SBS) - 코지(사사키 케이아치로)
- 인게이지먼트(SBS)
- 남과 여 : 20년 후(SBS) - 조감독 역
- 미지의 코드(SBS) - 쟝 (알렉상드르 하미디) 역
- 배드 컴퍼니(SBS) - 레스 역
- 셧 업(SBS)
- 마법의 동전(EBS) - 알렉스 역
- 해리포터와 아즈카반의 죄수 - 스탠 션파이크 (리 잉글리비) / 퍼시 위즐리 (그리스 랜킨) 역
- 코드 8- 코널 (로비 아멜) 역

### 외화
- 가면라이더 덴오(챔프TV) - 우라타로스 / 가면라이더 덴오 로드폼 역
- 가면라이더 디케이드(챔프TV) - 우라타로스 / 가면라이더 덴오 로드폼 역
- 아이칼리(니켈로디언) - 스펜서 (제리 트레이너) 역
- 파워레인저 SPD/파워레인저 캡틴포스/파워레인저 갤럭시포스(투니버스, 챔프TV) - 탄(SP 레드) (사이네이 류지) 역
- 파워레인저 레스큐(투니버스) - 채드(블루 레인저) 역
- 자이언트 세이버 - 그레이트 핀 역
- 파워레인저 다이노포스(챔프TV) - 강대성 / 레드 다이노 (류세이 료) 역

### 다큐 및 교양
- 공통점을 찾아라(SBS) - 2008년 7월 4일 출연
- 설날특집 TV동물농장(SBS)
- 씨네포트 (KNN)
- 新얼씨구학당 (광주MBC)
- 2012.05.02 EBS 다큐 10+ - 지도 전쟁 제1부 세상을 보는 창
- 2012.05.09 EBS 다큐 10+ - 지도 전쟁 제2부 지도와 시대정신
- 2012.05.16 EBS 다큐 10+ - 지도 전쟁 제3부 약탈과 소유의 역사
- 2013.01.16 EBS 다큐 10+ - 지도 전쟁 제1부 세상을 보는 창
- 2013.01.23 EBS 다큐 10+ - 지도 전쟁 제2부 지도와 시대정신
- 2013.01.30 EBS 다큐 10+ - 지도 전쟁 제3부 약탈과 소유의 역사
- 2014.07.04 EBS 하나뿐인 지구 - 제주마(馬) 장가가던 날
- 2014.07.25 EBS 하나뿐인 지구 - 어느 날 갑자기, 로드킬
- 2014.08.15 EBS 하나뿐인 지구 - 푸드 앤 더 시티, 빌딩 농장을 아시나요?
- 2014.09.05 EBS 하나뿐인 지구 - 19g을 위한 사육, 나는 반달가슴곰입니다
- 2015.01.30 EBS 하나뿐인 지구 - 당신이 몰랐던 올림픽
- 2015.02.13 EBS 하나뿐인 지구 - 용의자 철새
- 2015.02.20 EBS 하나뿐인 지구 - 인도네시아, 사라져가는 숲의 기록
- 2015.03.14 EBS 하나뿐인 지구 - 강아지 공장을 아시나요?
- 2015.04.10 EBS 하나뿐인 지구 - 강아지 공장에 갑니다
- 2015.05.15 EBS 하나뿐인 지구 - <동물권리 특집 1부> 진짜 코끼리를 만나본 적 있나요?
- 2015.05.22 EBS 하나뿐인 지구 - <동물 권리 특집 2부> 유인원, 사람을 고발하다
- 2015.05.29 EBS 하나뿐인 지구 - <동물 권리 특집 3부> 돌고래 자유를 노래하다
- 2015.06.19 EBS 하나뿐인 지구 - 제주도 바람났다
- 2015.09.18 EBS 하나뿐인 지구 - 생태원의 괴짜들
- 2015.09.25 EBS 하나뿐인 지구 - 고양이는 버려도 되나요?
- 2015.12.04 EBS 하나뿐인 지구 - 물건 다이어트
- 2016.04.08 EBS 하나뿐인 지구 - 그 많던 반려동물은 어디로 갔을까
- 2016.07.08 EBS 하나뿐인 지구 - 도시, 벌을 받다
- 2017.11.10 EBS 다큐시선 <용기 있는 고백, 내부고발>
- 2018.06.21 EBS 다큐시선 <서울을 떠나는 사람들>
- 2018.07.12 EBS 다큐시선 <빈집의 두 얼굴>
- 2018.08.02 EBS 다큐시선 <행복의 온도>
- 2018.09.06 EBS 다큐시선 <우리 곁의 난민>
- 2018.09.13 EBS 다큐시선 <실종, 골든타임>
- 2018.11.08 EBS 다큐시선 <기후변화, 물과의 전쟁>
- 2019.02.07 EBS 다큐시선 <내딸에게 일어날 수 있는 일>
- 2019.02.14 EBS 다큐시선 <나의 집은 고시원>
- 2019.03.14 EBS 다큐시선 <100년 만에 부르는 노래>
- 2019.03.28 EBS 다큐시선 <플라스틱 없이 살아보기>

### TV광고
- 현대자동차 아반떼
- 오뚜기
- 러시앤캐시 - 無과장
- 대명리조트 (봄,여름편/가을,겨울편)
- 한국경제
- 바투
- 피죤
- 기아자동차 포르테 하이브리드
- 기아자동차 봉고
- 굽네치킨
- 멘토스
- 삼성전자
- 미스터피자
- 대원미디어
- KT
- SK텔레콤
- 한국피자헛
- 오리온
- 기아자동차 모닝
- 제일모직
- 롯데리아
- 지엠대우 젠트라
- 외환카드
- LG전자
- 보건복지부
- LG패션
- 한국맥도날드
- 레고
- 익스피디아
- 환경부 - 용기맨
- GS카넷
- 슈팅어택
- 스핀고고

### 라디오광고
- 소담출판사
- LG유플러스